# Vanilla planifolia
Vanilla planifolia е най-познатият вид, причислен към рода Ванилия. Растението представлява многогодишна, едносемеделна, дълга до над 10 м лиана. Стъблото е гъвкаво, слабо разклонено и обикновено чрез въздушните си корени се закрепва за ствола на дърво като подпора. Листата са овални, тъмнозелени на цвят. Цветовете са едри, жълтозелени и се опрашват само от един вид пчели и колибри, обитаващи Мексико. Във всички останали райони на света, където се отглежда растението, опрашването се извършва изкуствено. Растението започва да дава плодове едва на третата година от развитието си, но затова е в състояние да плододава в продължение на около 40 години.
Произхожда от Мексико. Вирее при топъл и влажен тропически климат като не понася директното слънчево огряване, което изгаря листата.
Vanilla planifolia е най-често култивираната и популярна сред съседните други два вида, от които се произвежда подправката със същото наименование – Ванилия. Тя се извлича от издължените и тънки семенни кутийки на растението.